# Ceratomerus bickeli
Ceratomerus bickeli är en tvåvingeart som beskrevs av Sinclair 2003. Ceratomerus bickeli ingår i släktet Ceratomerus och familjen Brachystomatidae. Inga underarter finns listade i Catalogue of Life.